# Lumen gentium
Lumen gentium (hrvatski: Svjetlo narodâ) jedan je od najvažnijih tekstova Drugog vatikanskog sabora. 

## Povijest
Ovaj Dokument je doživio brojne izmjene i dopune, kao uostalom i svi odobreni dokumenti, bilo je oko 4.000 amandmana. Konačni tekst je predočen glasovanju 19. studenog 1964. Od 2145 birača njih 2134 bilo je za, 10 protiv i jedan suzdržan. Drugo glasovanje 21. studenog 1964. godine, imalo je sljedeći rezultat: 2151 za i 5 protiv, nakon čega je papa Pavao VI. svečano proglasio ovaj Dokument.

## Sadržaj
U konstituciji Lumen Gentium, Crkva zapravo progovara o samoj sebi - tko je ona i čemu smjera. "Božji ovčinjak, Božje stado, Božja njiva i vinograd, Božja građevina, nebeski Jeruzalem, naša majka, Kristova zaručnica, mistično tijelo Kristovo" - samo su neki od naziva koje Dokument koristi i obrazlaže da približi otajstvo Crkve svakom stvorenju. Lumen Gentium ističe kako poziv na svetost svaki kršćanin mora ostvarivati prema svojim darovima i službama, u skladu sa svojim životnim uvjetima, dužnostima i okolnostima. Putevi svetosti su mnogostruki i prikladni pozivu svakog čovjeka.
Prema Lumen Gentium, sva ljudska bića su pozvana, da pripadaju Crkvi. Osim toga, Crkva izjavljuje mogućnost spasenja nekršćana, pa čak i ne-vjernika, koji bez svoje krivnje ne poznaju Kristovo evanđelje ili njegovu Crkvu, a ipak iskreno traže Boga i nastoje živjeti dobar život.
Počinje rečenicom: "Svjetlo naroda je Krist pa stoga ovaj Sveti sabor, sabran u Duhu Svetom, žarko želi njegovom svjetlošću, koja odsijeva na licu Crkve, prosvijetliti sve ljude navješćujući evanđelje svemu stvorenju (usp. Mk 16, 15)."

### Poglavlja
Dogmatska konstitucija o Crkvi izložena je u osam poglavlja:
- Otajstvo Crkve
- Narod Božji
- Hijerarhijsko uređenje Crkve, posebno episkopat
- Laici
- Sveopći poziv na svetost
- Redovnici
- Eshatološki značaj putujuće Crkve
- Blažena Djevica Marija u otajstvu Krista i Crkve

## Vanjske poveznice
Mrežna mjesta
- Hrvatski prijevod Lumen Gentium  Arhivirana inačica izvorne stranice od 11. siječnja 2015. (Wayback Machine)